# Honda ZR-V
El Honda ZR-V es un SUV crossover compacto producido por Honda. Se sitúa entre el HR-V y el CR-V, el vehículo comparte su plataforma con el Civic de undécima generación.
El desarrollo del ZR-V estuvo a cargo del gerente de desarrollo de modelos Shuichi Ono. Se presentó por primera vez en los Estados Unidos el 4 de abril de 2022 como el HR-V de tercera generación diferenciado del modelo global, para "satisfacer las distintas necesidades de los clientes estadounidenses". Las ventas comenzaron en ese mercado el 7 de junio de 2022 para el año modelo 2023. Los lanzamientos posteriores, como en China y Europa, utilizaron la placa de identificación "ZR-V", ya que se vende junto con el HR-V global en estos mercados. Los modelos europeos utilizarán un sistema de propulsión totalmente híbrido de serie.
Según Honda, el nombre "ZR-V" significa "Z Runabout Vehicle", una referencia a la Generación Z.

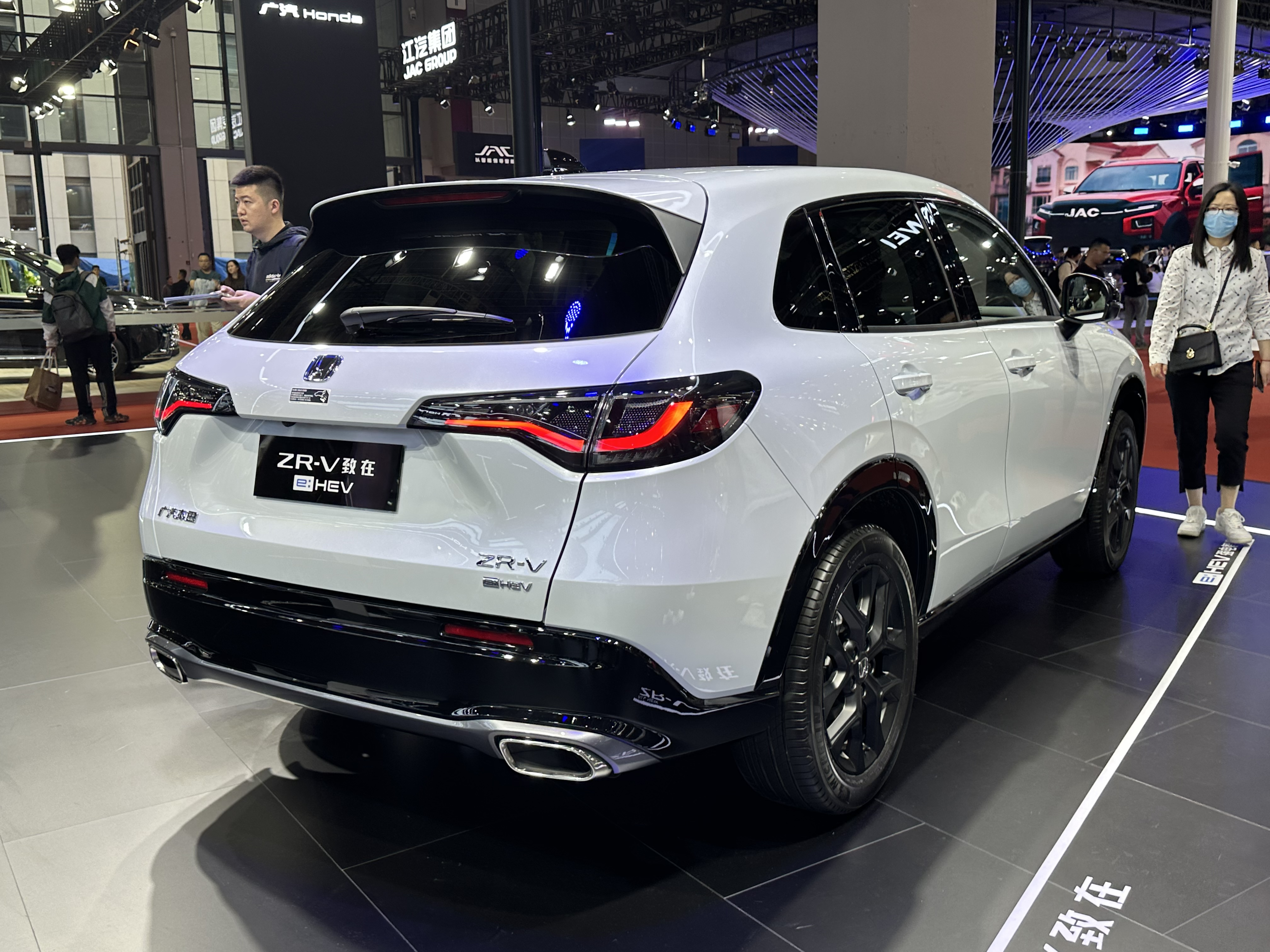
Vista trasera

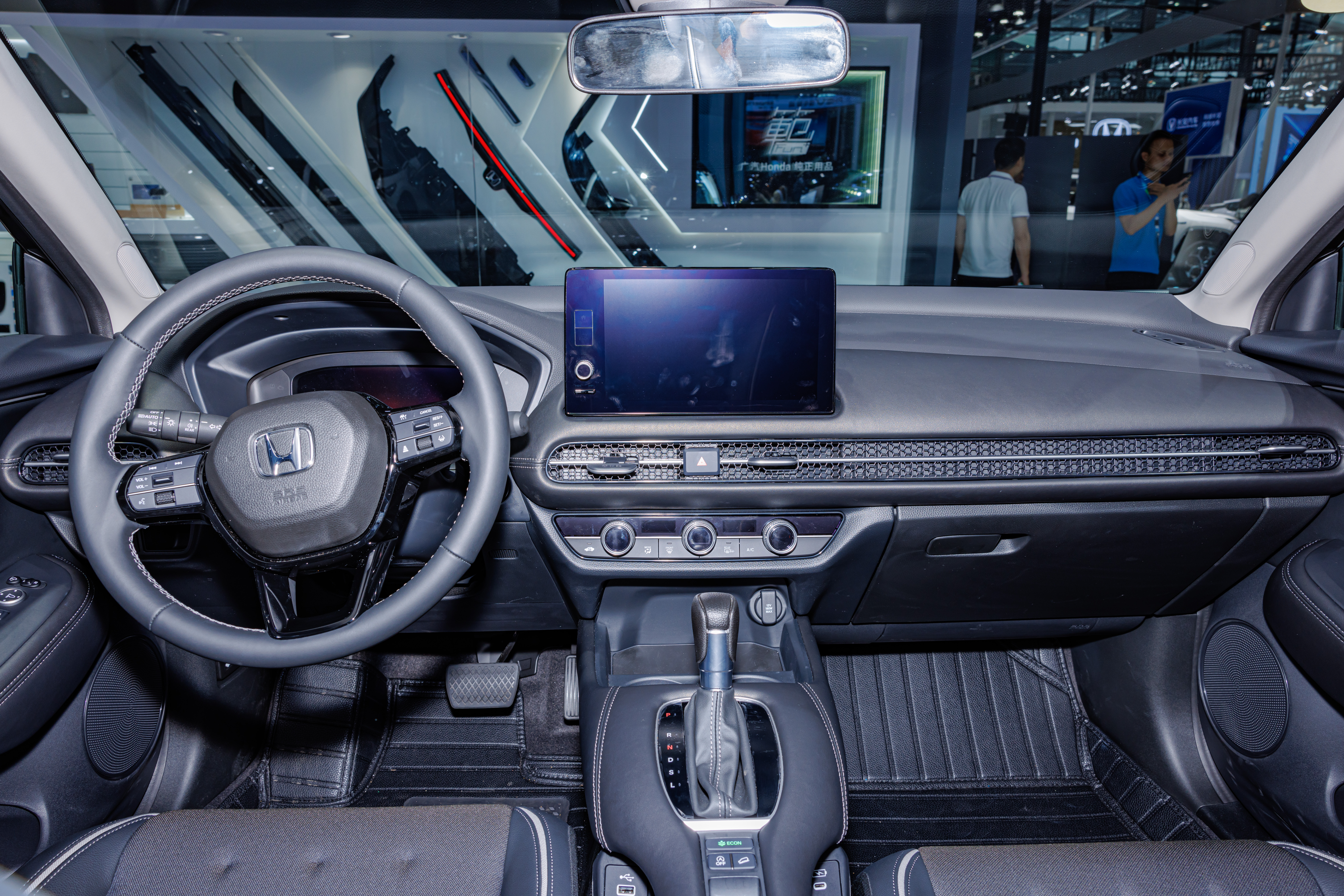
Vista del interior